# Абдал (Агдамский район)
Абдал (азерб. Abdal) — село в Агдамском районе Азербайджана. Село состоит из двух соседствующих сёл: Абдал (Абдаллы) на западе и Гюлаблы на востоке.
Согласно административно-территориальному делению непризнанной Нагорно-Карабахской Республики, контролировавшей село с 1993 до 2020 года, расположено в Аскеранском районе НКР.

## История
Во время Первой карабахской войны 1992—1994 годов население покинуло село.